# Třebětice (okres Kroměříž)
Obec Třebětice se nachází v okrese Kroměříž ve Zlínském kraji, 4 km východně od Hulína a 4,5 km západně od Holešova. Žije zde 279 obyvatel.

## Historie
První název byl Tréby a první písemná známka o obci pochází z roku 1339.

## Obyvatelstvo

### Struktura
Vývoj počtu obyvatel za celou obec i za její jednotlivé části uvádí tabulka níže, ve které se zobrazuje i příslušnost jednotlivých částí k obci či následné odtržení.
| Místní části   | Místní části   | 1869 | 1880 | 1890 | 1900 | 1910 | 1921 | 1930 | 1950 | 1961 | 1970 | 1980 | 1991 | 2001 | 2011 |
| -------------- | -------------- | ---- | ---- | ---- | ---- | ---- | ---- | ---- | ---- | ---- | ---- | ---- | ---- | ---- | ---- |
| Počet obyvatel | část Třebětice | 356  | 385  | 401  | 418  | 446  | 455  | 431  | 354  | 375  | 360  | 314  | 273  | 271  | 273  |
| Počet domů     | část Třebětice | 50   | 51   | 54   | 55   | 59   | 59   | 64   | 81   | 79   | 85   | 81   | 87   | 88   | 97   |

## Pamětihodnosti
- Kostel svatého Vendelína z let 1791–1794
- Kaplička svatého Václava

## Galerie

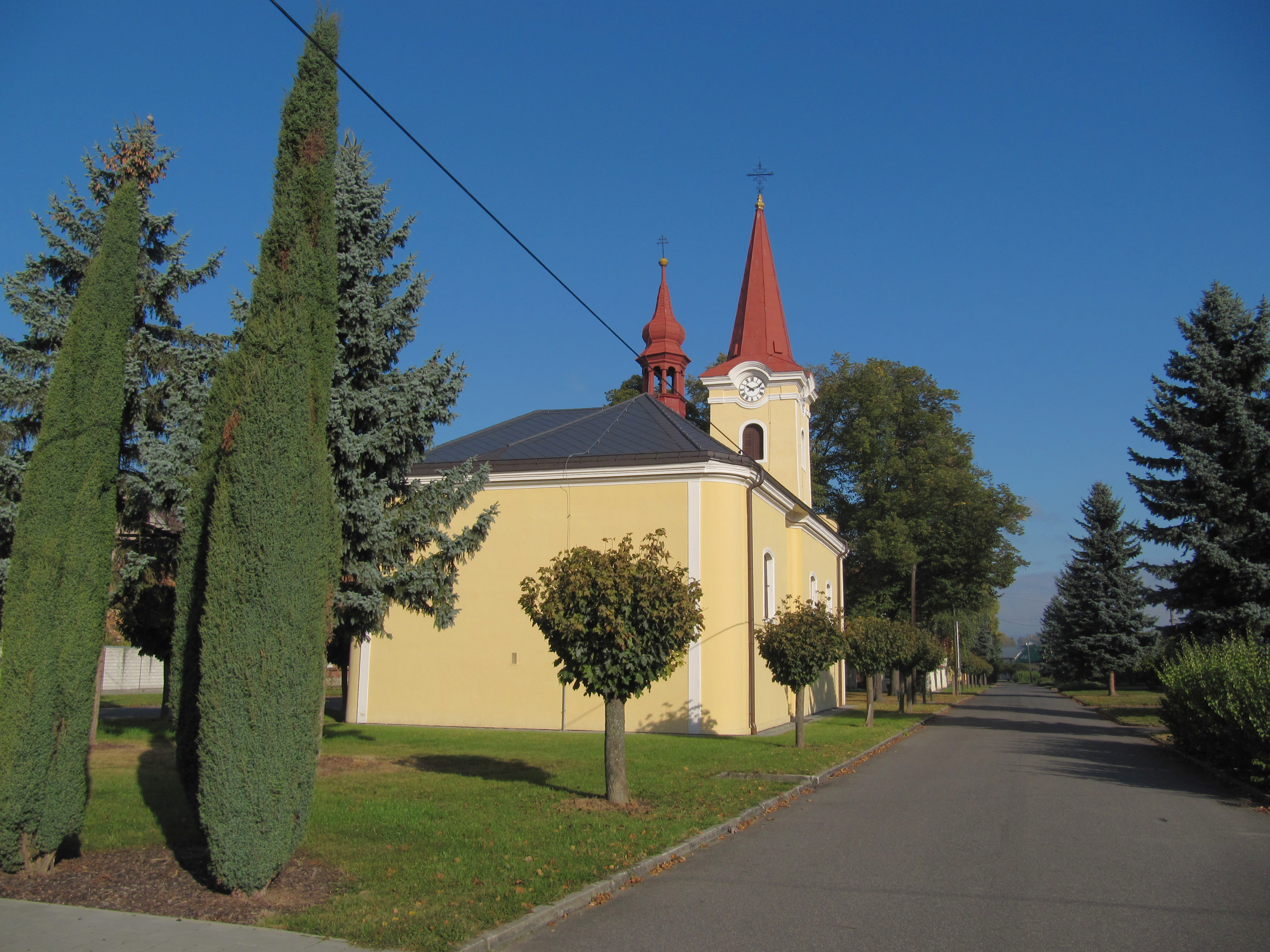
Náves s kostelem svatého Vendelína
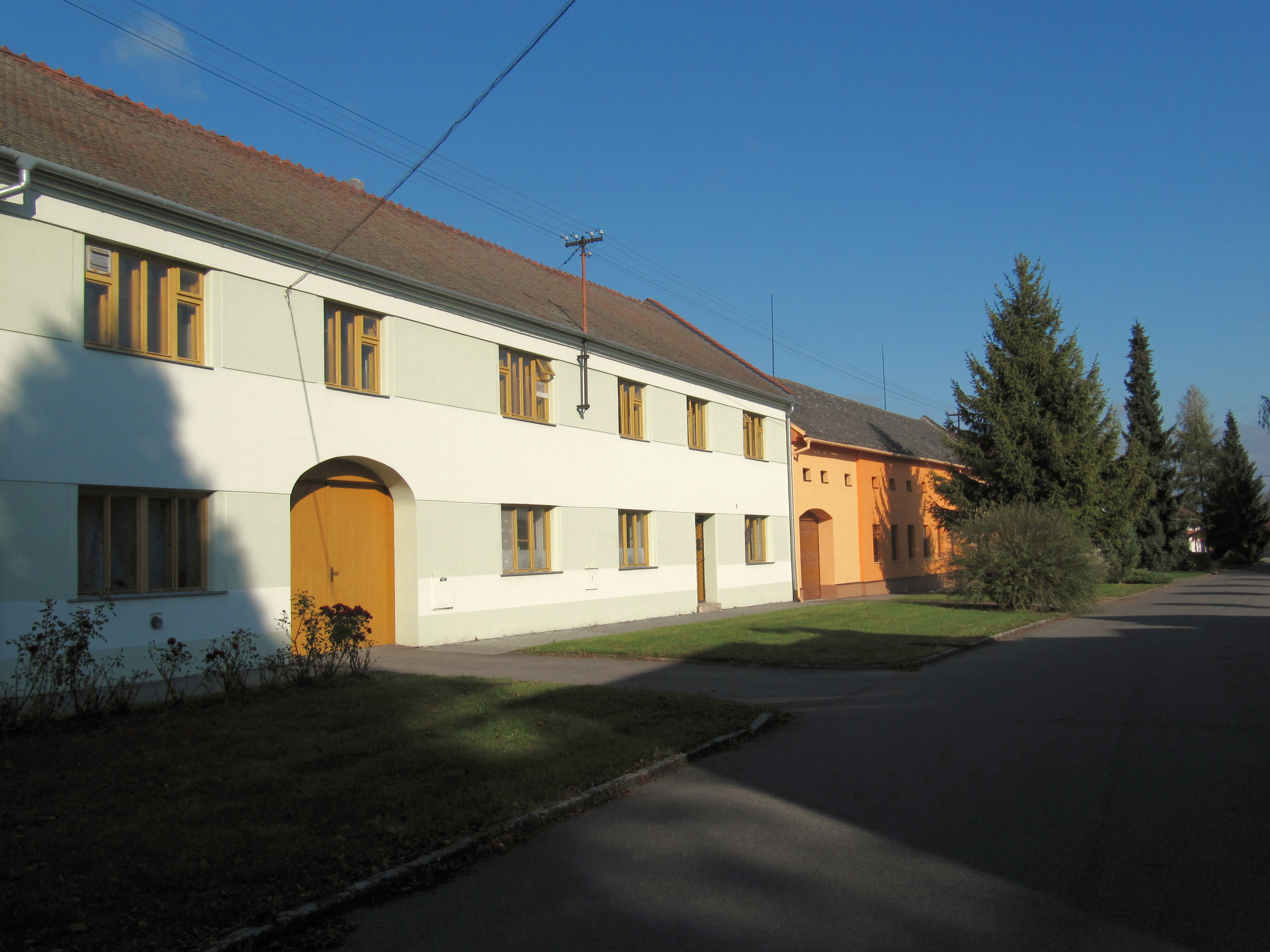
Část návsi
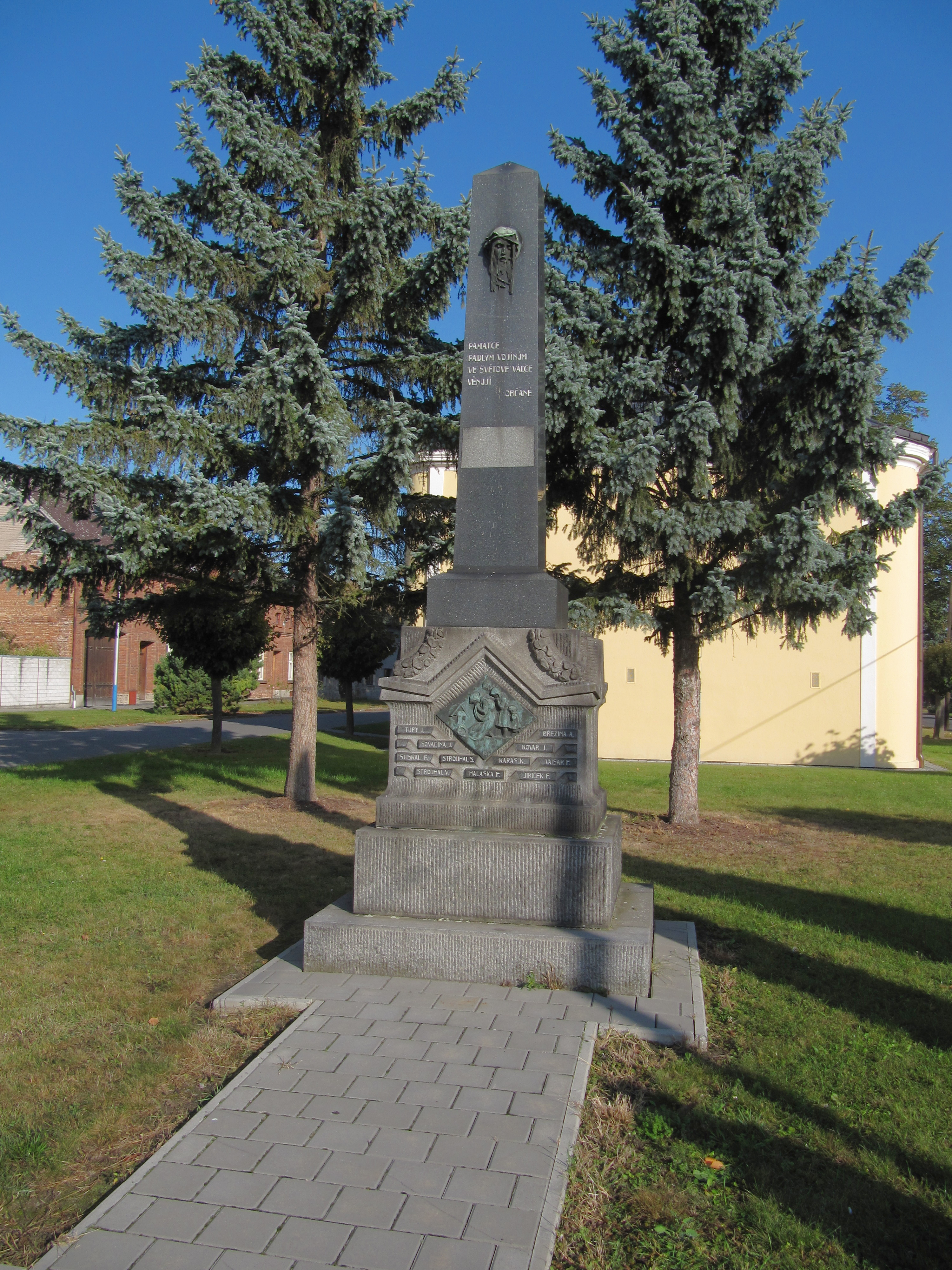
Pomník obětem I. světové války
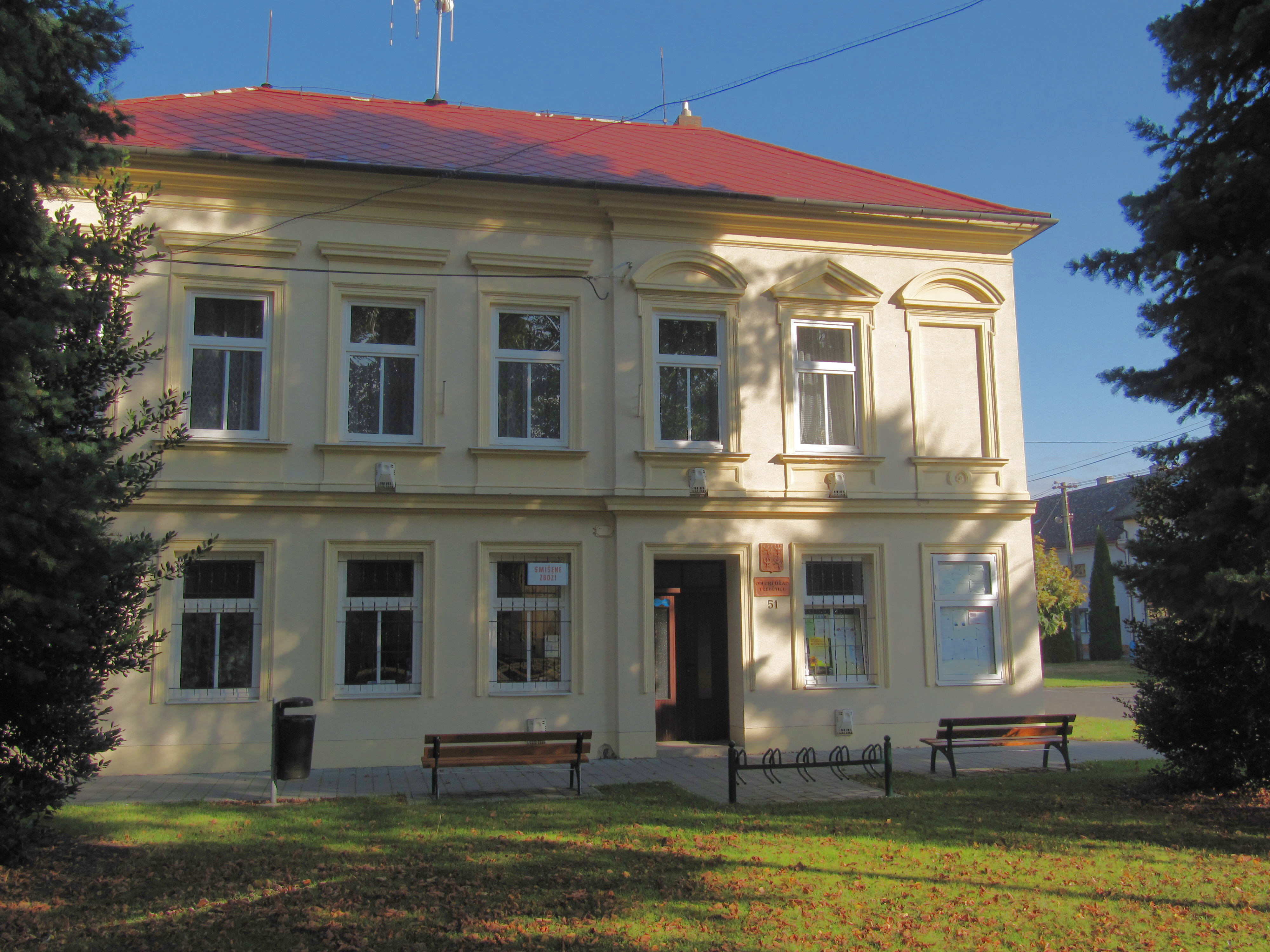
Obecní úřad
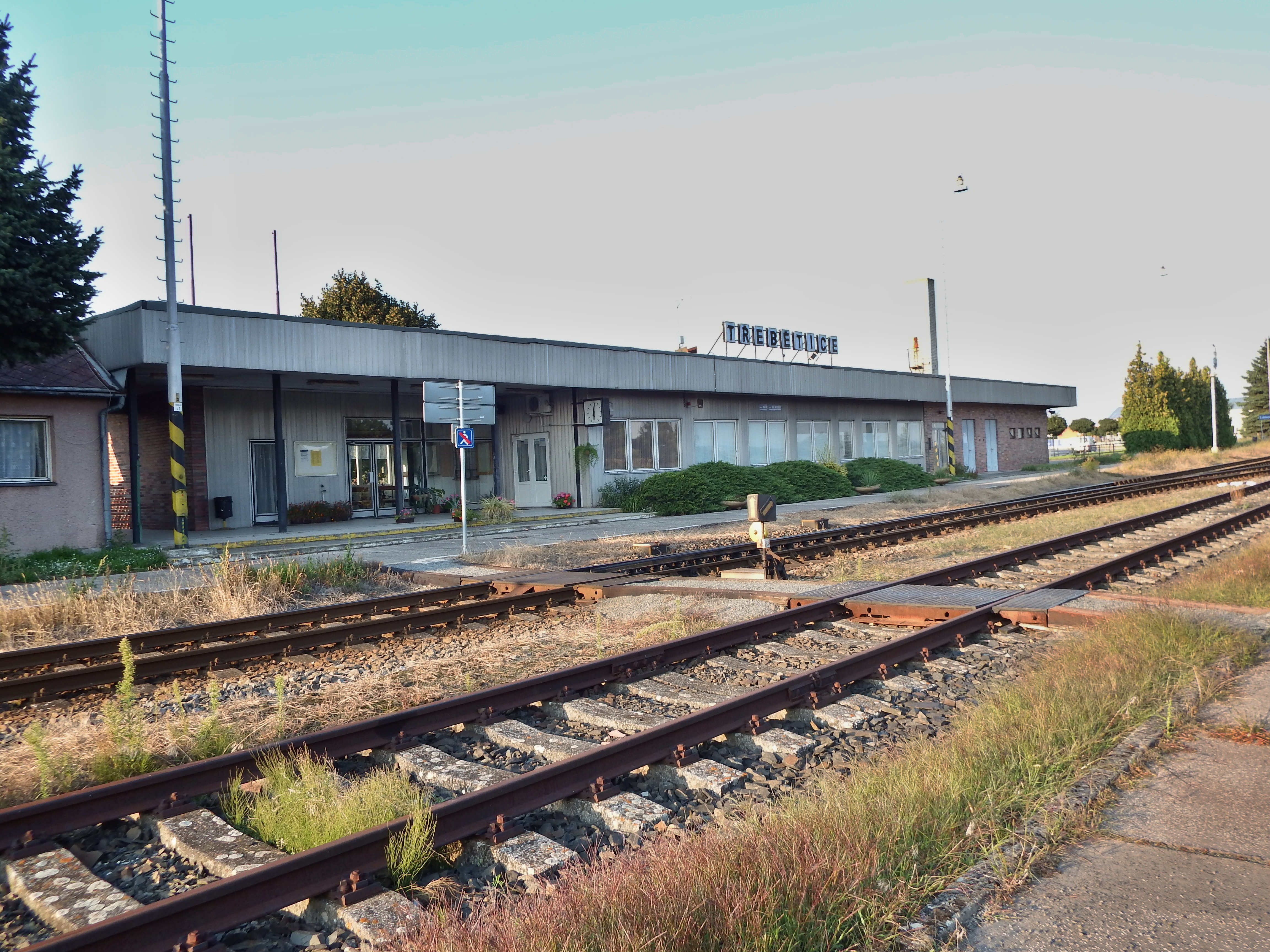
Železniční stanice na trati Hulín–Valašské Meziříčí